# Свети Спас (Колешино)
„Възнесение Господне/Христово“ или „Свети Спас“ (на македонска литературна норма: „Вознесение Господне“, „Свети Спас“) е православна църква в струмишкото село Колешино, Северна Македония. Част е от Струмишката епархия на Македонската православна църква – Охридска архиепископия.
Храмът е изграден в 1840 година с помощта на Струмишката митрополия на Вселенската патриаршия. В 1961 година църквата пада под натиска на събралия се на покрива ѝ сняг. Новата църква е изградена от майстор Миле Глигоров от Струмица, а иконостасът е изработен от Томе Митев и Кольо Каменаров от Колешино. В иконостаса са поставени предимно запазени стари икони и само при проскомидията и диаконикона са нови. В 1991 година са донесени нови икони от Гърция.